# ديفيد دود (اقتصادي)
ديفيد دود (بالإنجليزية: David Dodd) هو اقتصادي أمريكي، ولد في 23 أغسطس 1895 في مقاطعة بيركلي في الولايات المتحدة، وتوفي في 18 سبتمبر 1988 في بورتلاند في الولايات المتحدة.